# Karl Nendel

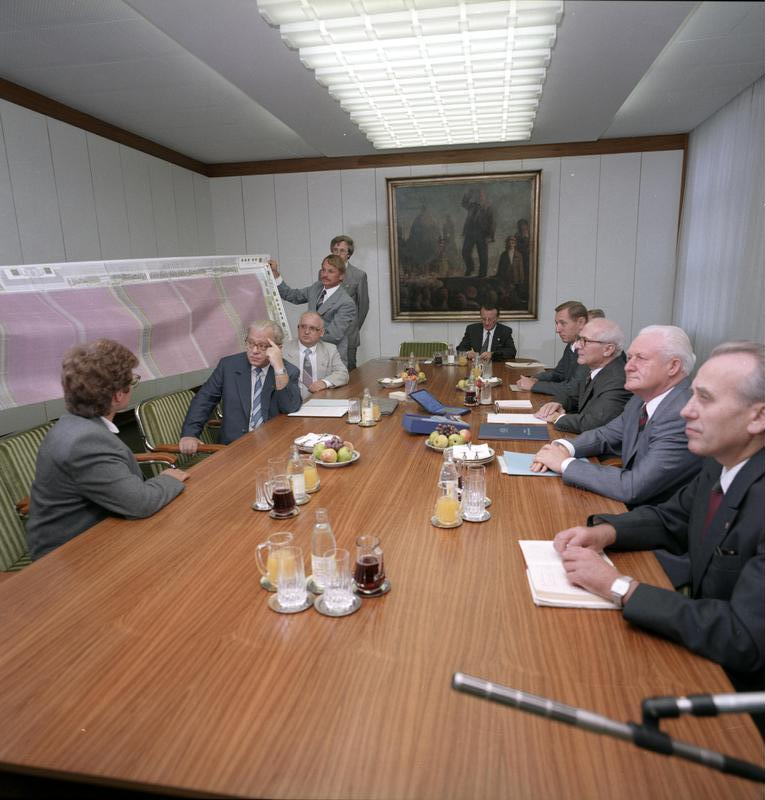
Karl Nendel (1.v.r) bei Übergabe der ersten in der DDR hergestellten 1-Megabit-Speicherschaltkreise (U61000) an das ZK der SED (12. September 1988)

Karl Nendel (* 20. April 1933 in Falkenau; † 5. Februar 2019 in Frankfurt (Oder)) war ein deutscher Wirtschaftsfunktionär. Er war langjähriger Staatssekretär im Ministerium für Elektrotechnik und Elektronik der DDR.

## Leben
Der Sohn eines Schlossers erlernte nach dem Besuch der Volksschule von 1947 bis 1950 im Kombinat Espenhain den Beruf des Elektrikers. 1948 trat er in die FDJ ein. Ein Studium an der Bergingenieur-Schule Zwickau von 1952 bis 1955 schloss er als Elektro-Ingenieur ab. 1954 wurde er Mitglied der SED. Er arbeitete zunächst als Ingenieur im Braunkohlenkombinat 'Erich Weinert' Deuben und von 1956 bis 1961 als Bauleiter im VEB Kohlenanlagen Leipzig. Im Jahr 1961 nahm er eine Tätigkeit als Mitarbeiter in der Abteilung Kohle der Staatlichen Plankommission der DDR auf. Von 1963 bis 1965 war er Leiter der Abteilung Elektronische Industrie im Volkswirtschaftsrat der DDR. Nach der Auflösung des Volkswirtschaftsrates und der Bildung des Ministeriums für Elektrotechnik und Elektronik im Dezember 1965 wurde er Stellvertreter des Ministers und war dann von Juli 1967 bis November 1989 Staatssekretär in dem Ministerium. Er wurde von der Regierung Modrow von seiner Funktion entbunden. Von März 1976 bis November 1989 war er auch Mitglied der SED-Bezirksleitung Berlin.
Er stand den staatlichen Leitungsgruppen „CAD/CAM“ sowie „Datennetz“ vor und fungierte darüber hinaus ab 1985 als Regierungsbeauftragter für die Mikroelektronik. So gewann er auch Einfluss auf die Computerschmiede der DDR, den VEB Kombinat Robotron. Unter anderem war er für den Transfer von Rechentechnik und Fertigungsanlagen der Mikroelektronik aus den westlichen Industrieländern verantwortlich. Dies war nur durch Umgehung des COCOM-Embargos möglich. Karl Nendel oblag zusammen mit Schalck-Golodkowski die „zentrale staatliche Führung der Realisierung der Embargoimporte“; sowohl für die Volkswirtschaft als auch für die Nationale Volksarmee, ebenso für das MfS und dessen Spionageapparat, die Hauptverwaltung Aufklärung (HVA).
Die ihn kennzeichnende Härte und Unnachgiebigkeit bei der Durchsetzung von Aufgaben brachten ihm den Spitznamen „Revolver-Karl“ ein, die Durchsetzung der Parteilinie stand über sachlich-rationalen Argumenten: „… Sie als Nicht-Genosse haben die Aufgaben von Partei und Regierung nicht richtig verstanden …“.
Nach der politischen Wende war Nendel bis 2003 in leitender Position für ein mittelständisches Unternehmen der Elektronikbranche tätig – ein ehemaliges Robotron-Werk in Hartmannsdorf nahe Chemnitz, heute als ELCON Systemtechnik GmbH firmierend. 1998 wurde Nendel wegen seiner Beteiligung am Embargohandel zu einer Geldstrafe verurteilt. In den frühen 2000er-Jahren zog er sich sukzessive in den Ruhestand zurück. Karl Nendel wohnte in Müncheberg und starb am 5. Februar 2019 in Frankfurt (Oder).

## Auszeichnungen
- 1969 Vaterländischer Verdienstorden in Bronze
- 1976 Orden Banner der Arbeit Stufe III
- 1979 Ehrentitel Verdienter Metallarbeiter der Deutschen Demokratischen Republik
- 1980 Artur-Becker-Medaille in Gold
- 1987 Ehrentitel Held der Arbeit